# Station Looe
Looe is een spoorwegstation van National Rail in East and West Looe, Caradon in Engeland. Het station is eigendom van Network Rail en wordt beheerd door Great Western Railway.